# St. Louis Stars 1968
Questa pagina raccoglie i dati riguardanti i St. Louis Stars nelle competizioni ufficiali della stagione 1968.

## Stagione
La squadra venne affidata a Rudi Gutendorf, che già affiancava George Mihaljevic la stagione precedente in qualità di manager. Gli Stars continuò a distinguersi come la franchigia con più nativi in rosa, benché la presenza dei calciatori europei la faceva da padrone.
Gli Stars chiusero il torneo al terzo posto della Gulf Division, senza ottenere l'accesso alla fase finale del torneo.

## Organigramma societario
Area direttiva
Area tecnica
- Allenatore: Rudi Gutendorf

## Rosa
| N. |                        | Ruolo | Calciatore         |
| -- | ---------------------- | ----- | ------------------ |
| 1  | Austria (bandiera)     | P     | Gernot Fraydl      |
| 1  | Jugoslavia (bandiera)  | P     | Blagoja Vidinić    |
| 2  | Jugoslavia (bandiera)  | D     | Milonja Kaličanin  |
| 3  | Stati Uniti (bandiera) | D     | Nick Krat          |
| 4  | Ungheria (bandiera)    | A     | László Kaszás      |
| 4  | Germania (bandiera)    | C     | Wilhelm Wrenger    |
| 5  | Polonia (bandiera)     | D     | Joachim Pierzyna   |
| 6  | Stati Uniti (bandiera) | C     | Edward Clear       |
| 7  | Germania (bandiera)    | A     | Rudolf Kölbl       |
| 8  | Stati Uniti (bandiera) | C     | Donald Ceresia     |
| 8  | Polonia (bandiera)     | D     | Waldemar Kaszubski |
| 9  | Polonia (bandiera)     | A     | Norbert Pogrzeba   |
| 10 | Spagna (bandiera)      | A     | Branko Kubala      |
| 10 | Svezia (bandiera)      | A     | Jan Öhman          |
| 11 | Polonia (bandiera)     | A     | Casey Frankiewicz  |

| N. |                        | Ruolo | Calciatore         |
| -- | ---------------------- | ----- | ------------------ |
| 12 | Stati Uniti (bandiera) | A     | Jack Kinealy       |
| 13 | Germania (bandiera)    | D     | Josef Fuhrmann     |
| 13 | Stati Uniti (bandiera) | D     | Bob Kehoe          |
| 14 | Germania (bandiera)    | A     | Manfred Bundschoks |
| 14 | Hong Kong (bandiera)   | A     | Cheung Chi Doy     |
| 14 | Brasile (bandiera)     | A     | Eli Durante        |
| 15 | Giamaica (bandiera)    | A     | Oscar Black        |
| 15 | Svezia (bandiera)      | A     | Kay Wiestål        |
| 16 | Stati Uniti (bandiera) | A     | Carl Gentile       |
| 17 | Stati Uniti (bandiera) | C     | Pat McBride        |
| 18 | Jugoslavia (bandiera)  | D     | Milenko Rus        |
| 19 | Jugoslavia (bandiera)  | C     | Tihomir Marković   |
| 20 | Norvegia (bandiera)    | P     | Odd Ivar Lindberg  |
|    | Germania (bandiera)    | A     | Rudi Gutendorf     |
|    | Jugoslavia (bandiera)  | C     | Dragan Popović     |